# Banco de Germoplasma del manzano de la Universidad Pública de Navarra
El Banco de Germoplasma del manzano de la Universidad Pública de Navarra también conocido como Banco de Germoplasma del manzano-UPNA, depende administrativamente de la Universidad Pública de Navarra (UPNA). Actualmente el banco de germoplasma de variedades cultivares de manzano (Malus domestica), consta de 282 variedades de manzanos autóctonos de la Comunidad Foral de Navarra.

## Historia
Aunque se llevaba varios años gestando el proyecto no fue hasta el 1985, en que el ITG Agrícola empezó a recorrer los pueblos, caseríos y fincas agrícolas de la comunidad de Navarra, localizando las variedades de manzanos existentes para reproducirlos cultivados en una finca experimental.
Se lograron reunir 253 variedades de una gran variedad genética puesta en evidencia por las fechas de maduración, tamaño de fruto, color, sabor y productividad, mantenidas por el "Instituto Técnico de Gestión Agrícola de Navarra" (ITGA) en la localidad de Santesteban, que han servido de base a numerosos estudios realizados desde entonces.
En 1995 el "UPNA" estableció un convenio con la ITG Agrícola en el que este organismo cedía a la UPNA una copia de cada variedad del material vegetal que sirvió de base para la creación del banco de germoplasma de manzano de la UPNA en las fincas experimentales de las localidades de Sartaguda y Santesteban.

## Actividades
Su principal objetivo es contribuir a la conservación ex situ de variedades de manzanos procedentes de la Comunidad Foral de Navarra, para evitar la erosión genética del manzano en Navarra.
En la actualidad conserva 282 variedades de manzanos en dos colecciones mantenidas por el Instituto Técnico de Gestión Agrícola de Navarra (ITGA) en las localidades de Sartaguda y Santesteban e incluidas en el banco de germoplasma de manzano de la UPNA.